# The Simpsons: Virtual Springfield
Virtual Springfield es un videojuego basado en la serie Los Simpson.

## El juego
Virtual Springfield es un juego para PC y Mac creado en 1997 y publicado por Fox Interactive. Fue desarrollado por Digital Evolution. Es similar al formato en primera persona de juegos como Myst. Virtual Springfield permite que uno o dos jugadores exploren una simulación en 3D de Springfield, la ciudad ficticia de la serie de animación Los Simpson. Muchas de las localizaciones más conocidas de las series están presentes, incluyendo la taberna de Moe, los estudios Krustylu, la escuela de Springfield y, por supuesto, la casa de los Simpsons. Los jugadores pueden apuntar y hacer clic para interactuar con los personajes y sitios. Con excepción de algunos minijuegos, no hay un objetivo concreto.
El juego tiene el objetivo global de coleccionar cartas de los personajes, pero sus localizaciones ocultas pueden ser usadas más de una vez. De hecho hay más cartas que lugares ocultos. Una vez conseguidas todas las cartas de los personajes, aparece otra carta en la colección, dando la URL de una "página web secreta" (no disponible actualmente) que ofrece el Transportador de materia de Frink (Frink's Matter Transporter), un truco que permite saltar a cualquier sitio seleccionado instantáneamente, y el mapa de Otto, con direcciones de todos los sitios no interactivos del juego (Gulp N' Blow -Traga y engulle-, la tienda de Herman, el rascacielos de palos de polo, etc.).
Hay también varios “artículos secretos” a recoger, que simultáneamente se utilizan para abrir áreas secretas.
El juego contiene diálogos y voces escritos y grabados por el equipo de producción de la serie, así como cientos de referencias a episodios de Los Simpson. Casi todos los episodios creados hasta la fecha de la creación del juego tienen alguna referencia.